# Fusil de francotirador Chukavin
El fusil de francotirador Chukavin (en ruso: Снайперская Винтовка Чукавина, Snayperskaya Vintovka Chukavina), en forma abreviada SVCh, es un fusil de francotirador / fusil de tirador designado semiautomático desarrollado por la Corporación Kalashnikov. Fue diseñado para reemplazar al fusil de francotirador Dragunov en el Ejército ruso. 

## Historia

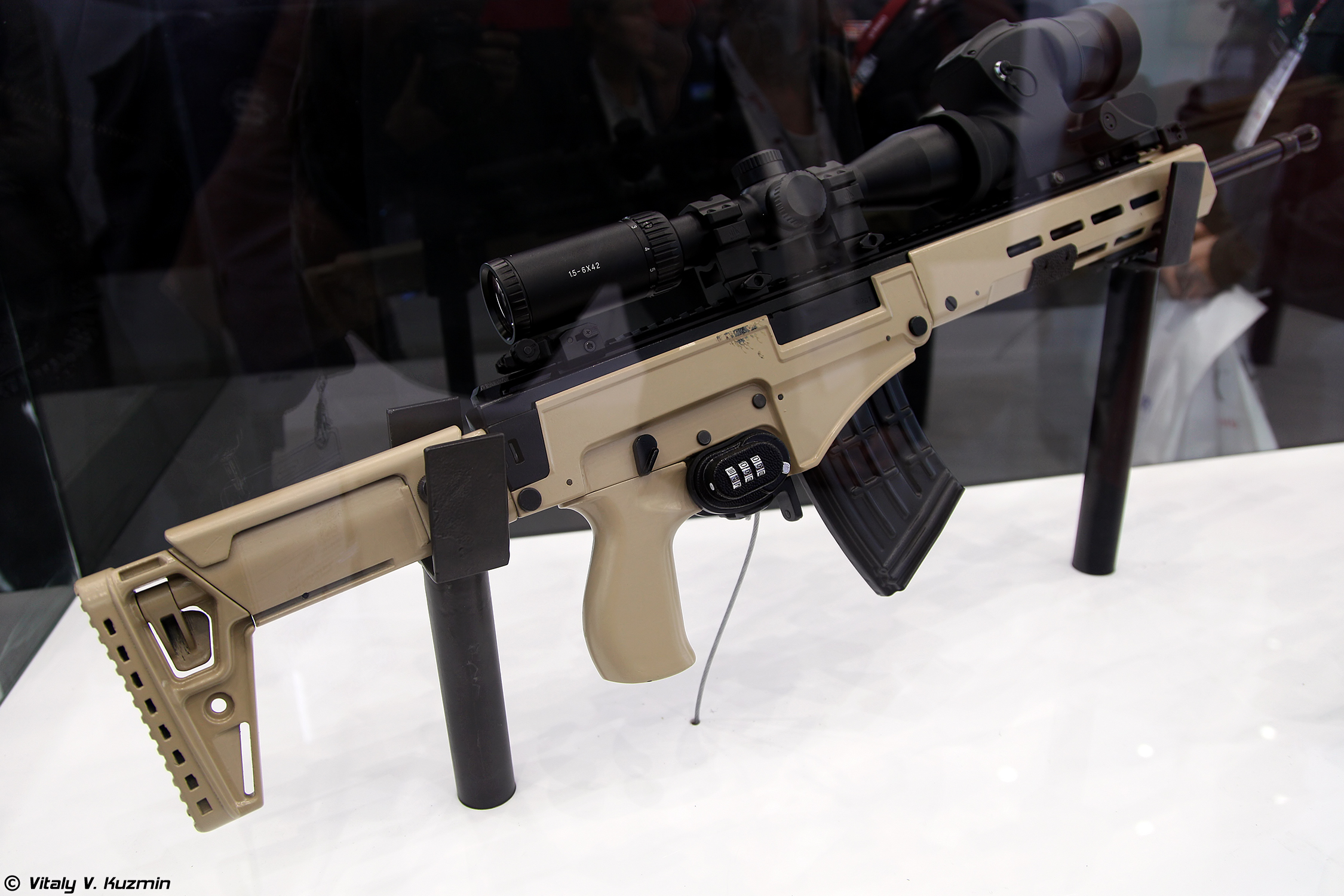
Un SVK-2016.

El Chukavin fue diseñado a partir del SVK-2016. Fue presentado por primera vez en 2017 en la feria militar “Army-2017”.
Las pruebas rusas del Chukavin concluyeron en el otoño de 2021 y se recomendó la entrada en servicio del fusil. Los primeros lotes de fusiles fueron entregados en setiembre de 2022. Se firmaron contratos a largo plazo. En noviembre de 2022, el Ejército ruso decidió comprar fusiles Chukavin. El contrato para el primer lote fue firmado por el Ministerio de Defensa. En febrero de 2023 se informó que la Corporación Kalashnikov empezó a producirlo en masa. Las pruebas de calificación concluyeron el 6 de octubre de 2023. Algunos fusiles fueron suministrados en diciembre de 2023. La Corporación Kalashnikov anunció que incrementaría la producción del Chukavin en 2024.
Según informes, el fusil Chukavin que dispara el cartucho 7,62 x 54 R es empleado desde 2022 en cantidades limitadas en la invasión rusa de Ucrania.

## Diseño

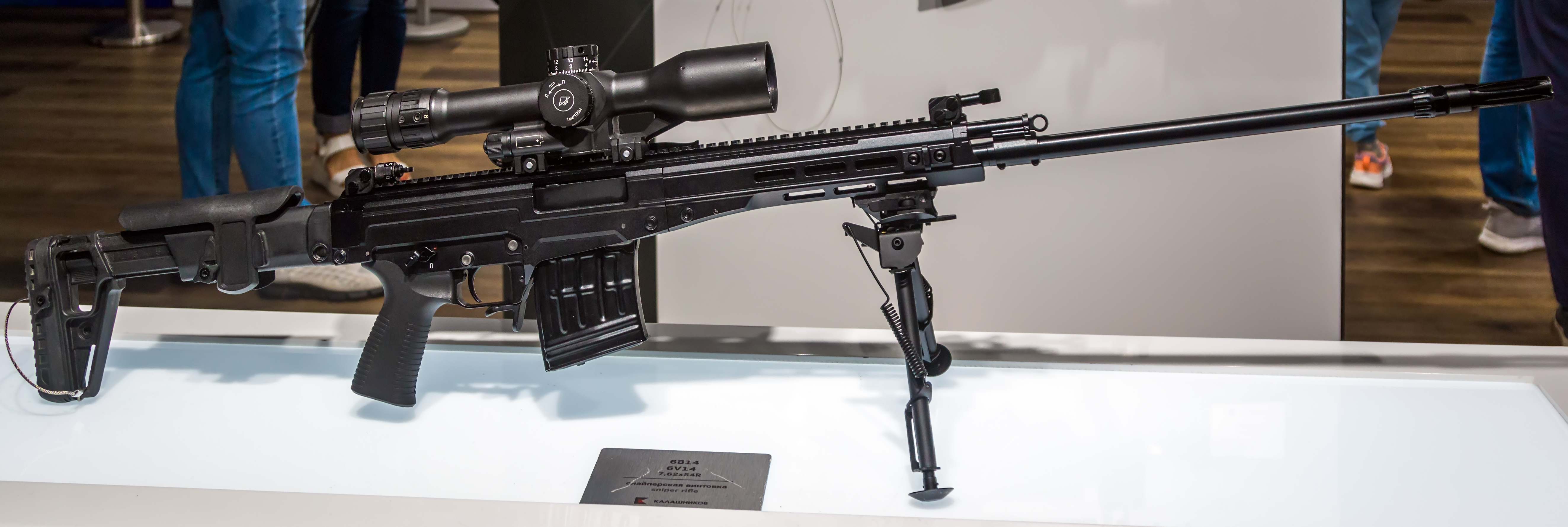
Un Chukavin con mira telescópica exhibido en la feria militar Army-2022.

El Chukavin está diseñado para emplearse en los mismos papeles - atacar personal y equipos a distancias superiores al alcance efectivo de un fusil de asalto - que el Dragunov de la década de 1960 con los beneficios de ser más compacto, modular y estar hecho con materiales y tecnologías de última generación. Sus dimensiones relativamente pequeñas le permiten al tirador emplearlo en combate a corta distancia sin tener necesidad de portar un arma auxiliar, lo que incrementa la movilidad.
Sus diseñadores informaron que el fusil fue desarrollado según el llamado "esquema de cortina": el cajón de mecanismos y sus piezas internas están divididos en mitades "superior" e "inferior". El principal elemento estructural es la mitad superior del cajón de mecanismos, hecha de acero y con perfil en U invertida, que es empleada como un chasis y soporta toda la tensión mecánica durante el disparo. Otras piezas que también soportan grandes tensiones y van montadas en la mitad superior son el cerrojo y el cañón flotante fabricado mediante forja. El sistema operativo comprende un pistón de gas con recorrido corto y un regulador de gas rotativo con tres posiciones. Esto permite hacer las piezas de la mitad inferior del cajón de mecanismos lo más ligeras posible, ya que no estarán sometidas a grandes tensiones. Los elementos inferiores están instalados debajo de la mitad superior y pueden estar hechos de polímeros ligeros. El diseño conceptual del "esquema de cortina" fue creado por Evgueniy Fiódorovich Dragunov a fines de la década de 1970 con un fusil de asalto compacto experimental, el Dragunov MA, que tenía varias piezas de polímero y que más tarde dio origen al AM-17 / AMB-17. La ubicación de sus piezas es muy diferente de las del Dragunov o del fusil Kalashnikov, donde los principales elementos estructurales están instalados en la parte inferior del cajón de mecanismos, lo cual limita el uso de materiales ligeros.
El fusil tiene una culata telescópica y plegable, con longitud ajustable y una carrillera ajustable integrada. Los rieles permiten la instalación de accesorios tales como alza y punto de mira, mira telescópica diurna o nocturna y miras telescópicas termográficas sobre el riel Picatinny ubicado a lo largo de la mitad superior del cajón de mecanismos. La parte inferior del guardamanos también tiene un riel Picatinny para instalar accesorios tales como bípodes, mientras que los costados del guardamanos tienen ranuras que permiten la instalación de más accesorios. El Chukavin que dispara el cartucho 7,62 x 54 R puede emplear los cargadores de 10 cartuchos del Dragunov, mientras que los fusiles calibrados para otros cartuchos emplean sus cargadores específicos. Están disponibles cargadores de 15 y de 20 cartuchos.
En febrero de 2024 entró en producción la nueva mira telescópica diurna 1P97 3–15x con aumentos variables y retícula tipo Horus H59 desarrollada por la Fábrica de instrumentos ópticos de Novosibirsk para el Chukavin. La energía eléctrica es suministrada por una pila AA / LR6.

## Variantes
- SVCH-308, calibrado para el cartucho 7,62 x 51 OTAN.[3][29]
- SVCh-8,6, calibrado para el cartucho .338 Lapua Magnum (8,6 x 70). La mitad superior del cajón de mecanismos es más grande y tiene un cañón de 560 mm de longitud con un freno de boca distinto. El cerrojo de este modelo está modificado para el cartucho de mayor tamaño. Pesa 6,3 kg y tiene una longitud total de 1.015 mm.[3][29] Su alcance efectivo está estimado en 1.500 m.
- MR1, edición limitada para el mercado civil ruso y calibrada para los cartuchos 7,62 x 54 R o .308 Winchester, que utiliza aluminio en la mitad inferior del cajón de mecanismos y guardamanos con ranuras M-LOK. El MR1 que dispara el 7,62 x 54 R emplea el cargador del Dragunov y tiene un cañón de 530 mm, así como una culata plegable similar a la del Chukavin. El MR1 que dispara el .308 Winchester viene con cañones de distinta longitud, 530 mm y 410 mm, además de tener culatas fijas o plegables ajustables.[30]